# エミー・ジャクソン
エミー・ジャクソン（1945年7月2日 - ）は、日本の元アイドル歌手。本名：エミー・イートン。日本名：深津エミ。

## 人物
イギリス、エセックス州ランスフォード生まれ。父方の祖父がイギリス人という。
1964年、ラジオ関東のDJ番組のアシスタントをつとめていた時に、湯川れい子に見いだされ、翌65年に日本コロムビア (CBSレーベル)から「涙の太陽」でデビュー。主に海外のポップスのカヴァーを中心に出していた。その後、日劇ウエスタンカーニバルなどにも出演したが、73年に一度引退する。その後1984年に佐々木勝俊とのデュエット曲「CRYヨコハマ」をキャニオン・レコード（現：ポニーキャニオン）からリリース。更に1993年に歌手活動を本格的に再開し、ライブハウス中心に廻っている。

## シングル
- 涙の太陽（昭和40年（1965年）4月20日発売）
- 夢みるマイ・ボーイ（昭和40年（1965年）8月発売）
- ブルー・クリスマス（昭和40年（1965年）11月発売）
- 涙のゴーゴー（昭和41年（1966年）2月発売）
- プリテンド（昭和41年（1966年）3月発売）
- 涙がいっぱい（昭和41年（1966年）発売）
- 恋のエンジェル・フィッシュ（昭和41年（1966年）8月発売）
- 天使のいたずら（昭和41年（1966年）11月発売）
- CRYヨコハマ（昭和59年（1984年）10月発売）佐々木勝俊とのデュエット

## アルバム
- 「The Emy Jackson Album」 1967年発売LP
- 「THE VERY BEST OF EMY JACKSON」1994年発売CD[1]
- 「TIMELESS」2008年制作